# Sunt în formație
Sunt în formație, este un sitcom live pe Disney XD Statele Unite. Filmările pentru primul episod au început pe 14 iulie 2009, și a fost difuzată o mostră pe 27 noiembrie 2009 serialul debutând oficial în Statele Unite pe 18 ianuarie 2010.
Serialul urmărește povestea lui Tripp Campbell, care se alătură formației pe care o idolatrizează, Nevăstuica de Fier. Apoi va ajuta formația să revină.
Este al treilea serial live Disney XD, după Aaron Stone și Zeke și Luther și primul serial filmat cu o audiență reală în studio. Pe 26 aprilie 2010 a fost anunțat că serialul a fost reînnoit pentru un al 2-lea sezon (ultimul).

## Distribuția

### Distribuție principală
- Logan Miller ca Tripp Ryan Campbell[1]
- Steve Valentine ca Derek Jupiter[1]
- Greg Baker ca Burger Pitt[1]
- Stephen Full ca Ash[1]
- Caitlyn Taylor Love ca Izzy Fuentes[1]

### Distribuție secundară
- Aaron Albert ca Jared
- Beth Littleford ca Beth Campbell
- Reginald VelJohnson ca Directorul Strickland

## Trupe

### Nevăstuica Rock Membri
- Tripp Campbell - Chitarist. Este un adolescent de 16 ani care tot timpul și-a dorit să cânte într-o formație rock. Chiar dacă este cel mai tânăr membru, Tripp este și cel mai matur în comportament și este singurul care rezolvă problemele formației. Este singurul membru al Nevăstuicii Rock care va termina liceul.
- Ash Tyler - Toboșar. Este cel mai prostuț membru al trupei dar de multe ori el știe să răspundă la unele întrebari de cultură generală. Numele său real este Ashley iar când cineva îl strigă așa înnebunește de furie.
- Burger Pitt - Chitarist. Apetitul său pentru mâncare este nemărginit. Este un rocker înrăit, de multe ori el zdrobindu-și chitara de pământ. Este îndrăgostit în secret de mama lui Tripp
- Derek Jupiter - Vocalist. Este încrezut, egoist, și un foarte bun magician. Pare să fie mai inteligent decât Burger și Ash. Știe de asemenea să cânte la orgă și la chitară.
- Sângerosul - Fost Chitarist. Este cel care a fost în trecut chitaristul nevăstuicii rock.El i-a trădat pe Ash,Burger și Derek mințindu-i cu nerușinare și apoi plecând cu o geantă cu bani. Ei se împacă cu el în episodul Chitaristul dar nu rezistă mult și Tripp se întoarce în trupă.
- Vic - Fost Manager - Este cel care îi fac farse Ash,Burger și Derek care vor neapărat un manager și fostul manager nu uită ce au făcut acestuia atunci când nu au vrut să mai cânte în local și se hotărăște să-i ierte dar le spune că dacă mai fac asta vor fi dați afară din local.
- Ernesto The Besto - Fost Mecanic - Cândva acesta a fost mecanicul trupei s-a supărat foarte rău pe Ash,Burger și Derek atunci când aceștia i-au dat jos pantalonii acesta se întoarce și se răzbună pe ei spunând "Nevăstuică de oțel am să te distrug" și prima dată când s-au întâlnit față în față voia să-i bată dar lui Tripp îi vine ideea de a compune un imn pentru el în episodul Vreau să lovesc chestii dar din nou Ash,Burger și Derek fac aceeași greșeală dau din nou pantalonii jos deși promiseseră că nu o vor face de data aceasta este arestat se bucură pentru acest lucru dar Ernesto avea să se întoarcă din nou fiind eliberat din închisoare
- Izzy Fuentes - Fostă Vocalistă - a devenit vocalista trupei atunci când Derek și-a pierdut vocea și nu a mai putut cânta el, Tripp a decis ca Izzy să cânte în locul lui în episodul Izzy va cânta?.

### Rechinii de Diamant Membri
- Devon - Vocalist
- Bertha - Bas
- Ali - Toboșar

### Lupul Metalist Membri
nu se cunosc membrii trupei

## Lansări internaționale
| Țară / Regiune             | Premieră         | Canal                    |
| -------------------------- | ---------------- | ------------------------ |
| Statele Unite ale Americii | 18 ianuarie 2010 | Disney XD Statele Unite  |
| Canada                     | 2 ianuarie 2010  | Family Channel           |
| Regatul Unit               | 6 martie 2010    | Disney XD Marea Britanie |
| Irlanda                    | 6 martie 2010    | Disney XD Marea Britanie |
| Polonia                    | 20 martie 2010   | Disney XD Polonia        |
| Brazilia                   | 27 martie 2010   | Disney XD Brazilia       |
| România                    | 17 iulie 2010    | Disney Channel România   |